# Vicentina
Vicentina, amtlich Município de Vicentina, ist eine Stadt im brasilianischen Bundesstaat Mato Grosso do Sul in der Mesoregion Süd-West in der Mikroregion Dourados.

## Geografie

### Lage
Die Stadt liegt 251 km von der Hauptstadt des Bundesstaates (Campo Grande) und 1273 km von der Landeshauptstadt (Brasília) entfernt. Die Stadt grenzt an die Nachbarstädte Fátima do Sul, Juti, Jateí und Glória de Dourados.

### Klima
In der Stadt herrscht tropisches Wechselklima (Aw-Klima nach der Köppen-Geiger-Klassifikation).

### Gewässer
Die Stadt liegt am Rio Brilhante und Rio Santa Maria, die zum Flusssystem des Río de la Plata gehören.

### Vegetation
Das Gebiet ist ein Teil der Cerrados (Savannen Zentralbrasiliens).

### Durchschnittseinkommen und HDI
Das Durchschnittseinkommen lag 2011 bei 15.035 Real, der Index der menschlichen Entwicklung (HDI) bei 0,711.